# Runaway (U & I)
Runaway (U & I) è un brano musicale pubblicato dal duo di disc jockey svedesi di musica elettronica Galantis, reso disponibile per il download digitale dal 5 ottobre 2014 come singolo apripista che precede l'album di debutto Pharmacy. Il brano è stato eseguito in collaborazione con Julia Karlsson che esegue il ritornello e con Cathy Dennis che esegue due strofe con una vocalità trasformata. Il brano è stato scritto da Anton Rundberg, Julia Karlsson, Linus Eklöw, Christian Karlsson, Jimmy Koitzsch e Cathy Dennis.
Agli inizi del 2015, ha riscosso successo nelle classifica dell'Australia raggiungendo la numero 4, e nella classifica della Nuova Zelanda, in cui ha raggiunto la numero 6.

## Tracce
Download digitale
1. Runaway (U & I) – 3:47

Download digitale - Remixes
1. Runaway (U & I) (Quintino Remix) – 4:45
2. Runaway (U & I) (Ansolo Remix) – 5:16
3. Runaway (U & I) (East & Young Remix) – 4:34
4. Runaway (U & I) (Kaskade Remix) – 5:15
5. Runaway (U & I) (KSHMR Remix) – 3:19